# Copóns
Copóns (en catalán y oficialmente Copons) es un municipio de Cataluña, España. Perteneciente a la provincia de Barcelona, en la comarca de Noya, al norte de Igualada, en contacto con la meseta Calafína. Lo forman dos valles entre las sierras de Rubió (681 m) los Vinyals (661 m), drenadas por el río Noya y la riera de Sant Pere, que forman el sector de cabecera del Noya a la salida de la meseta de Calaf y entrada de la Cuenca de Odena. Comprende la localidad de Copóns, cabeza del municipio, y los caseríos de Viladases y de Sant Pere de Copons, cubriendo 21,53 km².
Limita con los términos de Veciana y Prats del Rey (N), Rubió (E), Jorba (S) y San Guim de Freixanet hacia poniente. Los cuatro primeros en Barcelona y el último en Lérida.

## Historia
El siglo XVIII fue para Copóns una larga época de prosperidad, por la inversión de las rentas obtenidas por comerciantes coponenses, según se desprende de las partidas sacramentales de la época. Las principales familias comerciantes eran los Brunet, Jover, Ramón y Segura; varios miembros relevantes de estas familias se asentaron en el resto de España al establecer puestos de comercio y llegaron a ser miembros relevantes de la burguesía local de los siglos XVIII y XIX.
Estos comerciantes eran esencialmente menuderos, que transportaban en carro las manufacturas papeleras, textiles y adoberes de Igualada y de su comarca y aun de otros pueblos de la región de Barcelona, a los mercados de Castilla y otros lugares, e incluso a los puertos de La Coruña y de Tarragona para la exportación de mercancías a América. De regreso traían cereal para los 18 molinos harineros que funcionaban a lo largo de los 7,5 km del río Noya, del Molí de la Roda hasta el molino de Cal Madora.
La carretera de Igualada a Tremp (C-1412), que sale de la N-II, pasado el pueblo de Jorba, sigue el antiguo camino real de Calaf en Igualada y atraviesa por el término y por la villa de Copóns. Desde la villa sale otra carretera que comunica con Veciana, la BV-1005.
La villa de Copóns (432 m) se edificó en el valle formado por la confluencia del río Noya con la riera de Sant Pere y a la vertiente del cerro que había sido coronado por el desaparecido castillo. Dentro el perímetro de las murallas medievales hubo las calles del Castell y del Mur. Extramuros y hacia la parte baja se extendieron las calles Vilanova y el Raval, formando la calle Major. 
La actual iglesia parroquial de Santa María de Copóns fue construida entre finales del siglo XVIII y principio del siglo XIX; consta de anchas naves y de un esbelto campanario octagonal; se accede por una gran escalinata y delante se levanta una Cruz de Término.

## Demografía
Copóns cuenta con una población de 351 habitantes (INE 2024).
| Gráfica de evolución demográfica de Copóns entre 1842 y 2021 |
| |
| Población de derecho según los censos de población del INE. Población de hecho según los censos de población del INE.En estos censos se denominaba Copóns: 1842, 1857, 1860, 1877, 1887, 1897, 1900, 1910, 1920, 1930, 1940, 1950, 1960 y 1970. |